# Skowroda Południowa
Skowroda Południowa – wieś w Polsce położona w województwie łódzkim, w powiecie łowickim, w gminie Chąśno, parafii Kocierzew.

## Historia
Dawniej wieś leżała na terenie ziemi gostynińskiej. Sołectwo w nowo założonej wsi dostał Bartek Naderza. Ze względu na zajmowane stanowisko otrzymał 2 łany wolne i karczmę. Sołtys płacił dziesięcinę plebanowi.

Około 1500 roku wieś liczyła 15 łanów kmiecych. W 1885 roku było 46 gospodarstw i 1295 mórg rozległości.

Sołtys otrzymał od arcybiskupa przywilej lokacyjny. Otrzymał prawo do sądownictwa, administracji we wsi, ustalania wysokości czynszu z łana. W zamian otrzymywał 3 łany ziemi, oraz 1/3 opłat z kar sądowych i sklepów. Później obowiązki te przejął wójt.
W latach 1975–1998 miejscowość administracyjnie należała do województwa skierniewickiego.